# منشأة راغب
قرية منشاة راغب هي إحدى القرى التابعة لمركز دمنهور في محافظة البحيرة في جمهورية مصر العربية. حسب إحصاءات سنة 2006، بلغ إجمالي السكان في منشاة راغب 4697 نسمة، منهم 2406 رجل و2291 امرأة.